# Esanolo
Con il termine esanolo si indicano gli alcoli alifatici aventi 6 atomi di carbonio e con formula bruta C6H14O.
A seconda della posizione del gruppo ossidrilico, si possono avere i seguenti isomeri:
| Struttura | Tipo       | Nome IUPAC             | Punto di ebollizione (°C) |
| --------- | ---------- | ---------------------- | ------------------------- |
|           | Primario   | 1-esanolo              | 158                       |
|           | Secondario | 2-esanolo              | 136                       |
|           | Secondario | 3-esanolo              | 135                       |
|           | Primario   | 2-metil-1-pentanolo    | 147                       |
|           | Primario   | 3-metil-1-pentanolo    | 152                       |
|           | Primario   | 4-metil-1-pentanolo    | 151                       |
|           | Terziario  | 2-metil-2-pentanolo    | 121                       |
|           | Secondario | 3-metil-2-pentanolo    | 134                       |
|           | Secondario | 4-metil-2-pentanolo    | 131                       |
|           | Secondario | 2-metil-3-pentanolo    | 126                       |
|           | Terziario  | 3-metil-3-pentanolo    | 122                       |
|           | Primario   | 2,2-dimetil-1-butanolo | 137                       |
|           | Primario   | 2,3-dimetil-1-butanolo | 145                       |
|           | Primario   | 3,3-dimetil-1-butanolo | 143                       |
|           | Terziario  | 2,3-dimetil-2-butanolo | 119                       |
|           | Secondario | 3,3-dimetil-2-butanolo | 120                       |
|           | Primario   | 2-etil-1-butanolo      | 146                       |